# Монт Белвју (Тексас)
Монт Белвју (енгл. Mont Belvieu) град је у америчкој савезној држави Тексас. По попису становништва из 2010. у њему је живело 3.835 становника.

## Демографија
Према попису становништва из 2010. у граду је живело 3.835 становника, што је 1.511 (65,0%) становника више него 2000. године.
| Група             | 2000.         | 2010.         |
| Белци             | 2.027 (87,2%) | 3.153 (82,2%) |
| Афроамериканци    | 99 (4,3%)     | 110 (2,9%)    |
| Азијати           | 10 (0,4%)     | 22 (0,6%)     |
| Хиспаноамериканци | 151 (6,5%)    | 478 (12,5%)   |
| Укупно            | 2.324         | 3.835         |